# Список астероїдів (206401—206500)
| Назва               | Тимчасове позначення | Дата відкриття  | Місце відкриття                  | Відкривач                        |
| ------------------- | -------------------- | --------------- | -------------------------------- | -------------------------------- |
| (206401) 2003 SM54  | 2003 SM54            | 16 вересня 2003 | Станція Андерсон-Меса            | LONEOS                           |
| (206402) 2003 SQ58  | 2003 SQ58            | 17 вересня 2003 | Станція Андерсон-Меса            | LONEOS                           |
| (206403) 2003 SF63  | 2003 SF63            | 17 вересня 2003 | Обсерваторія Кітт-Пік            | Spacewatch                       |
| (206404) 2003 SM63  | 2003 SM63            | 17 вересня 2003 | Обсерваторія Кітт-Пік            | Spacewatch                       |
| (206405) 2003 SA72  | 2003 SA72            | 18 вересня 2003 | Обсерваторія Кітт-Пік            | Spacewatch                       |
| (206406) 2003 SH89  | 2003 SH89            | 18 вересня 2003 | Паломарська обсерваторія         | NEAT                             |
| (206407) 2003 SB90  | 2003 SB90            | 18 вересня 2003 | Паломарська обсерваторія         | NEAT                             |
| (206408) 2003 SH95  | 2003 SH95            | 19 вересня 2003 | Паломарська обсерваторія         | NEAT                             |
| (206409) 2003 ST95  | 2003 ST95            | 19 вересня 2003 | Паломарська обсерваторія         | NEAT                             |
| (206410) 2003 SE99  | 2003 SE99            | 19 вересня 2003 | Обсерваторія Кітт-Пік            | Spacewatch                       |
| (206411) 2003 SS100 | 2003 SS100           | 20 вересня 2003 | Обсерваторія Дезерт-Іґл          | Вільям Йон                       |
| (206412) 2003 SY104 | 2003 SY104           | 20 вересня 2003 | Паломарська обсерваторія         | NEAT                             |
| (206413) 2003 SO111 | 2003 SO111           | 20 вересня 2003 | Сокорро (Нью-Мексико)            | LINEAR                           |
| (206414) 2003 SZ113 | 2003 SZ113           | 16 вересня 2003 | Станція Андерсон-Меса            | LONEOS                           |
| (206415) 2003 SM116 | 2003 SM116           | 16 вересня 2003 | Станція Андерсон-Меса            | LONEOS                           |
| (206416) 2003 SO118 | 2003 SO118           | 16 вересня 2003 | Обсерваторія Кітт-Пік            | Spacewatch                       |
| (206417) 2003 SP132 | 2003 SP132           | 19 вересня 2003 | Обсерваторія Кітт-Пік            | Spacewatch                       |
| (206418) 2003 SD137 | 2003 SD137           | 20 вересня 2003 | Паломарська обсерваторія         | NEAT                             |
| (206419) 2003 SS137 | 2003 SS137           | 21 вересня 2003 | Станція Кампо Імператоре         | CINEOS                           |
| (206420) 2003 SG140 | 2003 SG140           | 19 вересня 2003 | Станція Кампо Імператоре         | CINEOS                           |
| (206421) 2003 ST141 | 2003 ST141           | 20 вересня 2003 | Станція Кампо Імператоре         | CINEOS                           |
| (206422) 2003 SQ146 | 2003 SQ146           | 20 вересня 2003 | Обсерваторія Галеакала           | NEAT                             |
| (206423) 2003 SG148 | 2003 SG148           | 16 вересня 2003 | Сокорро (Нью-Мексико)            | LINEAR                           |
| (206424) 2003 SX149 | 2003 SX149           | 17 вересня 2003 | Сокорро (Нью-Мексико)            | LINEAR                           |
| (206425) 2003 SU157 | 2003 SU157           | 20 вересня 2003 | Сокорро (Нью-Мексико)            | LINEAR                           |
| (206426) 2003 SP166 | 2003 SP166           | 21 вересня 2003 | Сокорро (Нью-Мексико)            | LINEAR                           |
| (206427) 2003 SZ168 | 2003 SZ168           | 23 вересня 2003 | Обсерваторія Галеакала           | NEAT                             |
| (206428) 2003 SV170 | 2003 SV170           | 21 вересня 2003 | Королівська обсерваторія Бельгії | Тьєрі Повель                     |
| (206429) 2003 SZ174 | 2003 SZ174           | 18 вересня 2003 | Обсерваторія Кітт-Пік            | Spacewatch                       |
| (206430) 2003 SH178 | 2003 SH178           | 19 вересня 2003 | Паломарська обсерваторія         | NEAT                             |
| (206431) 2003 SY180 | 2003 SY180           | 20 вересня 2003 | Сокорро (Нью-Мексико)            | LINEAR                           |
| (206432) 2003 SY181 | 2003 SY181           | 20 вересня 2003 | Сокорро (Нью-Мексико)            | LINEAR                           |
| (206433) 2003 SK188 | 2003 SK188           | 22 вересня 2003 | Станція Андерсон-Меса            | LONEOS                           |
| (206434) 2003 SF195 | 2003 SF195           | 20 вересня 2003 | Паломарська обсерваторія         | NEAT                             |
| (206435) 2003 SR196 | 2003 SR196           | 20 вересня 2003 | Паломарська обсерваторія         | NEAT                             |
| (206436) 2003 SE198 | 2003 SE198           | 21 вересня 2003 | Станція Андерсон-Меса            | LONEOS                           |
| (206437) 2003 SW198 | 2003 SW198           | 21 вересня 2003 | Станція Андерсон-Меса            | LONEOS                           |
| (206438) 2003 SS204 | 2003 SS204           | 22 вересня 2003 | Сокорро (Нью-Мексико)            | LINEAR                           |
| (206439) 2003 SE207 | 2003 SE207           | 26 вересня 2003 | Сокорро (Нью-Мексико)            | LINEAR                           |
| (206440) 2003 SC210 | 2003 SC210           | 25 вересня 2003 | Королівська обсерваторія Бельгії | Королівська обсерваторія Бельгії |
| (206441) 2003 SY220 | 2003 SY220           | 29 вересня 2003 | Обсерваторія Дезерт-Іґл          | Вільям Йон                       |
| (206442) 2003 SY233 | 2003 SY233           | 25 вересня 2003 | Паломарська обсерваторія         | NEAT                             |
| (206443) 2003 SY234 | 2003 SY234           | 26 вересня 2003 | Сокорро (Нью-Мексико)            | LINEAR                           |
| (206444) 2003 SJ235 | 2003 SJ235           | 27 вересня 2003 | Сокорро (Нью-Мексико)            | LINEAR                           |
| (206445) 2003 SL246 | 2003 SL246           | 26 вересня 2003 | Сокорро (Нью-Мексико)            | LINEAR                           |
| (206446) 2003 SU260 | 2003 SU260           | 27 вересня 2003 | Обсерваторія Кітт-Пік            | Spacewatch                       |
| (206447) 2003 SN268 | 2003 SN268           | 29 вересня 2003 | Обсерваторія Кітт-Пік            | Spacewatch                       |
| (206448) 2003 SY271 | 2003 SY271           | 26 вересня 2003 | Обсерваторія Ґудрайк-Піґотт      | Рой Такер                        |
| (206449) 2003 SJ274 | 2003 SJ274           | 28 вересня 2003 | Сокорро (Нью-Мексико)            | LINEAR                           |
| (206450) 2003 SG279 | 2003 SG279           | 30 вересня 2003 | Обсерваторія Кітт-Пік            | Spacewatch                       |
| (206451) 2003 SD302 | 2003 SD302           | 17 вересня 2003 | Паломарська обсерваторія         | NEAT                             |
| (206452) 2003 SA309 | 2003 SA309           | 30 вересня 2003 | Станція Андерсон-Меса            | LONEOS                           |
| (206453) 2003 SE314 | 2003 SE314           | 21 вересня 2003 | Станція Андерсон-Меса            | LONEOS                           |
| (206454) 2003 SK318 | 2003 SK318           | 17 вересня 2003 | Обсерваторія Кітт-Пік            | Spacewatch                       |
| (206455) 2003 SM319 | 2003 SM319           | 21 вересня 2003 | Обсерваторія Галеакала           | NEAT                             |
| (206456) 2003 SJ321 | 2003 SJ321           | 20 вересня 2003 | Паломарська обсерваторія         | NEAT                             |
| (206457) 2003 SV356 | 2003 SV356           | 18 вересня 2003 | Обсерваторія Кітт-Пік            | Spacewatch                       |
| (206458) 2003 TM    | 2003 TM              | 3 жовтня 2003   | Обсерваторія Корделла-Лоуренса   | Дуґлас Дюріґ                     |
| (206459) 2003 TD5   | 2003 TD5             | 2 жовтня 2003   | Сокорро (Нью-Мексико)            | LINEAR                           |
| (206460) 2003 TY6   | 2003 TY6             | 1 жовтня 2003   | Станція Андерсон-Меса            | LONEOS                           |
| (206461) 2003 TE7   | 2003 TE7             | 1 жовтня 2003   | Станція Андерсон-Меса            | LONEOS                           |
| (206462) 2003 TN10  | 2003 TN10            | 15 жовтня 2003  | Обсерваторія Столова Гора        | Дж. Янґ                          |
| (206463) 2003 TW14  | 2003 TW14            | 14 жовтня 2003  | Станція Андерсон-Меса            | LONEOS                           |
| (206464) 2003 TM15  | 2003 TM15            | 15 жовтня 2003  | Станція Андерсон-Меса            | LONEOS                           |
| (206465) 2003 TA18  | 2003 TA18            | 14 жовтня 2003  | Паломарська обсерваторія         | NEAT                             |
| (206466) 2003 TZ41  | 2003 TZ41            | 2 жовтня 2003   | Обсерваторія Кітт-Пік            | Spacewatch                       |
| (206467) 2003 TY58  | 2003 TY58            | 2 жовтня 2003   | Сокорро (Нью-Мексико)            | LINEAR                           |
| (206468) 2003 UY    | 2003 UY              | 16 жовтня 2003  | Обсерваторія Кітт-Пік            | Spacewatch                       |
| (206469) 2003 UD2   | 2003 UD2             | 16 жовтня 2003  | Обсерваторія Кітт-Пік            | Spacewatch                       |
| (206470) 2003 UQ2   | 2003 UQ2             | 16 жовтня 2003  | Обсерваторія Кітт-Пік            | Spacewatch                       |
| (206471) 2003 US8   | 2003 US8             | 16 жовтня 2003  | Сокорро (Нью-Мексико)            | LINEAR                           |
| (206472) 2003 UX11  | 2003 UX11            | 17 жовтня 2003  | Обсерваторія Кітт-Пік            | Spacewatch                       |
| (206473) 2003 UZ22  | 2003 UZ22            | 19 жовтня 2003  | Обсерваторія Кітт-Пік            | Spacewatch                       |
| (206474) 2003 UU34  | 2003 UU34            | 18 жовтня 2003  | Станція Андерсон-Меса            | LONEOS                           |
| (206475) 2003 UP48  | 2003 UP48            | 16 жовтня 2003  | Станція Андерсон-Меса            | LONEOS                           |
| (206476) 2003 UU49  | 2003 UU49            | 16 жовтня 2003  | Паломарська обсерваторія         | NEAT                             |
| (206477) 2003 UV50  | 2003 UV50            | 18 жовтня 2003  | Паломарська обсерваторія         | NEAT                             |
| (206478) 2003 UO51  | 2003 UO51            | 18 жовтня 2003  | Паломарська обсерваторія         | NEAT                             |
| (206479) 2003 UV51  | 2003 UV51            | 18 жовтня 2003  | Паломарська обсерваторія         | NEAT                             |
| (206480) 2003 UW52  | 2003 UW52            | 18 жовтня 2003  | Паломарська обсерваторія         | NEAT                             |
| (206481) 2003 UL58  | 2003 UL58            | 16 жовтня 2003  | Обсерваторія Кітт-Пік            | Spacewatch                       |
| (206482) 2003 UX64  | 2003 UX64            | 16 жовтня 2003  | Станція Андерсон-Меса            | LONEOS                           |
| (206483) 2003 UU65  | 2003 UU65            | 16 жовтня 2003  | Паломарська обсерваторія         | NEAT                             |
| (206484) 2003 UJ66  | 2003 UJ66            | 16 жовтня 2003  | Паломарська обсерваторія         | NEAT                             |
| (206485) 2003 UP66  | 2003 UP66            | 16 жовтня 2003  | Паломарська обсерваторія         | NEAT                             |
| (206486) 2003 US66  | 2003 US66            | 16 жовтня 2003  | Паломарська обсерваторія         | NEAT                             |
| (206487) 2003 UG68  | 2003 UG68            | 16 жовтня 2003  | Обсерваторія Кітт-Пік            | Spacewatch                       |
| (206488) 2003 UJ74  | 2003 UJ74            | 16 жовтня 2003  | Обсерваторія Галеакала           | NEAT                             |
| (206489) 2003 UO74  | 2003 UO74            | 17 жовтня 2003  | Обсерваторія Кітт-Пік            | Spacewatch                       |
| (206490) 2003 UX76  | 2003 UX76            | 17 жовтня 2003  | Станція Андерсон-Меса            | LONEOS                           |
| (206491) 2003 UW79  | 2003 UW79            | 16 жовтня 2003  | Обсерваторія Ґудрайк-Піґотт      | Рой Такер                        |
| (206492) 2003 UW80  | 2003 UW80            | 16 жовтня 2003  | Станція Андерсон-Меса            | LONEOS                           |
| (206493) 2003 UX80  | 2003 UX80            | 16 жовтня 2003  | Станція Андерсон-Меса            | LONEOS                           |
| (206494) 2003 UQ84  | 2003 UQ84            | 18 жовтня 2003  | Обсерваторія Кітт-Пік            | Spacewatch                       |
| (206495) 2003 UG85  | 2003 UG85            | 18 жовтня 2003  | Обсерваторія Кітт-Пік            | Spacewatch                       |
| (206496) 2003 UC95  | 2003 UC95            | 18 жовтня 2003  | Обсерваторія Кітт-Пік            | Spacewatch                       |
| (206497) 2003 UR100 | 2003 UR100           | 19 жовтня 2003  | Обсерваторія Галеакала           | NEAT                             |
| (206498) 2003 UT100 | 2003 UT100           | 19 жовтня 2003  | Обсерваторія Галеакала           | NEAT                             |
| (206499) 2003 UV100 | 2003 UV100           | 20 жовтня 2003  | Обсерваторія Кітт-Пік            | Spacewatch                       |
| (206500) 2003 UQ103 | 2003 UQ103           | 20 жовтня 2003  | Обсерваторія Кітт-Пік            | Spacewatch                       |